# Horizons sans fin
Pour plus de détails, voir Fiche technique et Distribution.
Horizons sans fin est un film français réalisé par Jean Dréville et sorti en 1953. Il a été présenté au Festival de Cannes 1953.

## Synopsis
L'histoire d'Hélène Boucher, célèbre aviatrice française, allant de sa vie de simple vendeuse dans un magasin de mode jusqu'à ses exploits aéronautiques.

## Fiche technique
- Titre : Horizons sans fin
- Réalisation : Jean Dréville, assisté de Georges Lautner
- Scénario : Raymond Caillava
- Décors : Raymond Gabutti
- Photographie : André Bac
- Musique : René Cloërec
- Montage : Gabriel Rongier
- Société de production : Société Nouvelle des Films Dispa
- Directeur de production : Armand Becué
- Pays de production :  France
- Format : Noir et blanc - 1,37:1 - 35 mm - Son mono
- Genre : Drame - Aventure
- Durée : 104 minutes
- Date de sortie : 
  - France : 26 avril 1953

## Distribution
- Giselle Pascal : Hélène Boucher
- Jean Chevrier : André Danet
- Paul Frankeur : Soupape
- Marie-France Planèze : Geneviève Gaudin
- René Blancard : René Gaudin
- Maurice Ronet : Marc Caussade
- Hubert de Malet : Brunel
- Christiane Barry : Jacqueline
- Pierre Trabaud : Pierre Castel
- Marcel André : Dusmesnil
- Lisette Lebon : Jacquotte
- Guy Derlan : Fougères
- Paule Launay
- Micheline Gary
- Charles Vissières : Le vieux monsieur
- François Joux : Le 1er actionnaire
- Marcel Josz : Le 2e actionnaire
- Georges Sellier : Le 3e actionnaire
- Gérard Oury : La voix
- Joëlle Bernard
- Georges Tabet

## Distinctions
Le film a été présenté en sélection officielle en compétition au Festival de Cannes 1953.